# Крошнянська селищна рада
Крошнянська селищна рада (до 1925 року — Російсько-Крошенська сільська рада, до 1946 року — Крошнє-Українська сільська рада, до 1958 року — Крошнянська сільська рада) — колишня адміністративно-територіальна одиниця та орган місцевого самоврядування в Левківському, Черняхівському, Житомирському районах і Житомирській міській раді Волинської округи, Київської та Житомирської областей Української РСР з адміністративним центром у селищі міського типу Крошня.

## Населені пункти
Селищній раді на момент ліквідації були підпорядковані населені пункти:
- смт Крошня.

## Історія та адміністративний устрій
Раду було утворено в 1923 році як сільську, в складі села Російська Крошня та колонії Андріївка Левківської волості Житомирського повіту з адміністративним центром в с. Російська Крошня. 18 лютого 1923 року сільську раду було ліквідовано, Російську Крошню було передано до складу Чесько-Крошенської сільської ради, Андріївку — Соколово-Гірської сільської ради. Раду було відновлено 3 листопада 1923 року, з підпорядкуванням сіл Російська Крошня, Світин, Хінчанка Перша та Хінчанка Друга Чесько-Крошенської сільської ради Левківського району.
28 вересня 1925 року, внаслідок реформування Левківського району, сільська рада увійшла до складу Черняхівського району. При цьому раду було перейменовано на Крошнє-Українську через перейменування адміністративного центру. 15 червня 1926 року с. Хінчанка Друга було передане до складу Соколово-Гірської сільської ради. Повторно підпорядковане у 1929 році.
15 вересня 1930 року, відповідно до Постанови ВУЦВК та РНК УРСР від 2 вересня 1930 року «Про ліквідацію округ та перехід на двоступеневу систему управління», сільську раду було включено до складу приміської смуги Житомирської міської ради. 16 лютого 1933 року до складу ради було передано кол. Андріївка ліквідованої Андріївської сільської ради. 14 травня 1939 року, відповідно до Указу Президії Верховної ради УРСР «Про утворення Житомирського сільського району Житомирської області», сільська рада увійшла до складу новоствореного Житомирського сільського району.
Відповідно до Указу Президії Верховної ради УРСР від 7 червня 1946 року «Про збереження історичних найменувань та уточнення і впорядкування існуючих назв сільрад і населених пунктів Житомирської області», Крошнє-Українську сільську раду було перейменовано на Крошнянську через перейменування адміністративного центру ради.
Станом на 1 вересня 1946 року Крошнянська сільська рада входила до складу Житомирського району Житомирської області, на обліку в раді перебували с. Крошня та хутори Андріївка й Світин.
12 травня 1958 року, відповідно до рішення Житомирського обласного виконавчого комітету № 441 «Про віднесення окремих населених пунктів Житомирського району до категорії селищ міського типу», с. Крошня було віднесене до категорії селищ міського типу, відповідно сільську раду було реорганізовано до рівня селищної. Тоді ж, рішенням № 442 «Про об'єднання сільських рад депутатів трудящих по Житомирському району», до складу селищної ради було включено села Голіївка, Піщанка, хутір Дальній ліквідованої Голіївської сільської ради Житомирського району.
29 червня 1960 року, відповідно до рішення ЖОВК № 683 «Про об'єднання деяких населених пунктів в районах області», х. Дальній було включено до складу с. Голіївка. 30 грудня 1962 року селищна рада, через ліквідацію Житомирського району, повторно увійшла до складу Житомирської міської ради. 7 січня 1963 року села Андріївка, Оліївка, Піщанка та Світин були передані до складу відновленої в складі Коростишівського району Оліївської сільської ради. 4 січня 1965 року, Указом Президії Верховної ради УРСР «Про внесення змін в адміністративне районування Української РСР», раду було включено до складу відновленого Житомирського району. 11 березня 1971 року, відповідно до Указу Президії Верховної ради УРСР «Про розширення смуги м. Житомира», смт Крошня включене до смуги міста Житомира.
Ліквідована 13 березня 1971 року, відповідно до рішення Житомирського облвиконкому № 101 «Про ліквідацію Крошнянської та Соколовогірської селищних рад Житомирського району».